# Laban

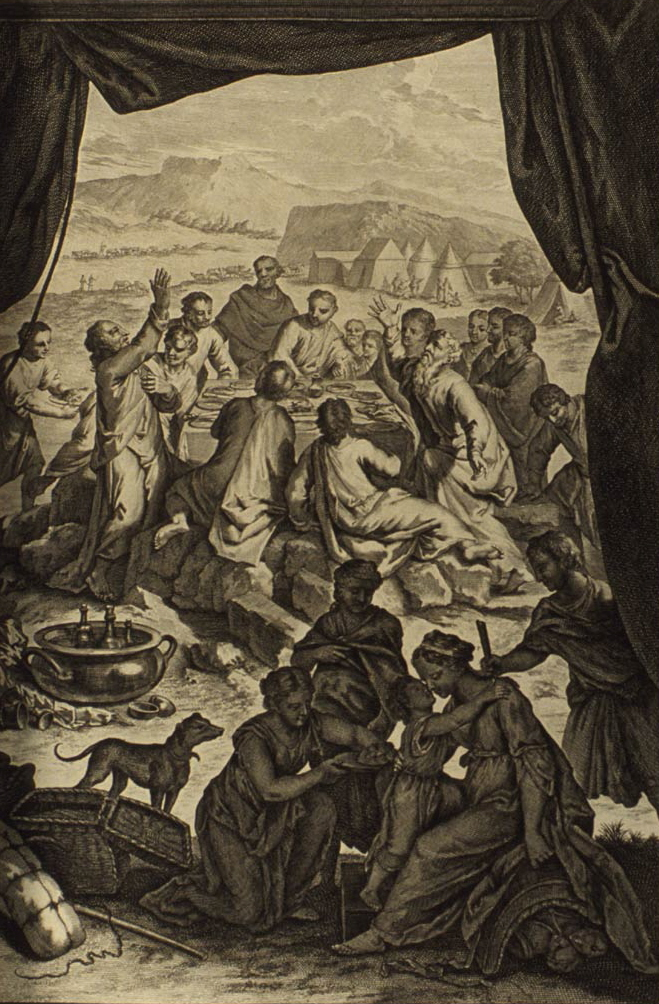
Laban și Iacob, scenă din Geneza 31:44–54

Laban (în ebraică לָבָן, transliterat: Laban, în traducere „alb”) este un personaj din cartea Genezei, unde este descris drept de două ori socru al lui Iacob, adică tatăl surorilor Lea și Rahela, cu care s-a căsătorit Iacob și din care provin cele 12 triburi ale poporului Israel. 
Laban apare prima dată în Biblie la Genesis 24:29–60, unde este foarte impresionat de darurile de aur primite de sora lui, el avînd mai tîrziu un rol important la căsătoria ei. După mai mulți ani Laban promite fiica lui cea mică Rahela, de soție lui Iacob (fiul Rebecăi), dacă îi va sluji 7 ani, dar aceasta a fost o înșelăciune ca înainte s-o ia pe fiica lui cea mare Lea de soție.
Iacob a mai slujit alți 7 ani pentru a o primi pe mult iubita Rahela, care i-a devenit apoi soție și mama lui Iosif (fiul lui Iacob) și a lui Beniamin.

## Legăturiexterne
Materiale media legate de Laban la Wikimedia Commons
- Laban la Jewish Encyclopedia